# 梁大鵬
梁大鵬（1911年—1998年），海南樂會人，中華民國政治人物，政治學家，私立海南大學創辦人及副校長。

## 生平
早年畢業於廣州嶺南中學，畢業後投考上海復旦大學。1930年9月，赴美留學，入密歇根大學政治系。1933年，獲得碩士學位。1935年，到紐約大學攻讀政治學博士。1937年，獲博士學位，恰逢七七事變，回國參加抗戰。9月，在廣州創辦貫徹評論社，任總編，宣傳抗日。他還在軍事委員會政治部擔任設計委員，1939年到1941年，兼任復旦大學教授。1944年，任中國國民黨中央海外部秘書和《自由西報》主編。1947年，任國立中山大學教授，同時積極籌辦私立海南大學，海大成立後，任代理校長、副校長。1950年2月，為爭取經費到台灣活動，旋即海南島易手，還試圖使海南大學在台復校，未果。後應朱家驊之邀，任中華民國聯合國同志會秘書長。1953年8月，任國立台灣大學教授。10月，到國立菲律賓大學客座。1957年10月，到菲律賓古島中華學校任校長。1959年，返台任國立政治大學教授。1964年秋，赴美定居，在舊金山大學任教。